# 藤本博之 (1964年生の競輪選手)
藤本 博之（ふじもと ひろゆき、1964年6月30日 - ）は、元競輪選手。日本競輪学校第53期卒業。日本競輪選手会熊本支部所属。選手登録番号10955。師匠は緒方浩一。
なお、同姓同名で同県所属の競輪選手（72期・選手登録番号12780）が存在するが、別人である。

## 経歴
日本競輪学校に53期生として入学し、同期には俵信之らがいる。1984年5月13日、武雄競輪場でデビュー（4着）。初勝利は翌5月14日。1992年から1998年頃までは常時特別競輪（現在のGI）に出場。また日本選手権競輪に7回出場するなど、現存する全てのGI大会において出場経験歴があるが、決勝進出経験歴は一度もなかった。
その後も長い間選手として活躍し続けていたが、2012年3月28日からの岸和田競輪場に出走中引退を表明し、同開催最終日の3月30日、第6R・A級特一般戦4着を最後としてバンクから去った。同年4月5日に選手登録削除。通算成績2111戦270勝。優勝32回。

## 家族
タレントのスザンヌ、マーガリン姉妹は継子（2007年に二人の母である山本清美（キャサリン）と再婚したため）。また、俳優のジャン＝クロード・ヴァン・ダムに風貌が似ているということから、「バンダム」というニックネームがつけられていた。